# Protestas en Armenia de 2023
El 19 de septiembre de 2023 comenzó una serie de protestas en Armenia tras una ofensiva militar azerí en Artsaj, que resultó en una breve victoria de Azerbaiyán sobre la república separatista de Artsaj. La república había contado con un fuerte respaldo de Armenia hasta un cambio en la política del Primer Ministro Nikol Pashinián hacia la región en los últimos años. El gobierno de Azerbaiyán obligó a las autoridades separatistas de Artsaj a rendirse, disolver el Ejército de Defensa de Artsaj y comenzar negociaciones sobre su reintegración dentro de Azerbaiyán. En respuesta, estallaron protestas en Armenia acusando a Pashinián de gestionar mal la crisis y abandonar Artsaj, exigiendo que renuncie. Pashinián ha caracterizado las protestas como un intento de destituirlo ilegalmente del poder.

## Antecedentes
El Óblast Autónomo de Nagorno-Karabaj era un óblast autónomo de mayoría étnica armenia dentro de la República Socialista Soviética de Azerbaiyán, que a su vez era una república constituyente de la Unión Soviética. Los armenios de Karabaj permanecieron fuera de la RSS de Armenia y resentían la incorporación al Azerbaiyán soviético debido a la enemistad histórica entre los dos pueblos y las políticas discriminatorias. A finales de la década de 1980, el movimiento Karabaj se desarrolló como una manifestación del deseo de los armenios de Karabaj de que su oblast fuera transferido a la jurisdicción armenia soviética. Esto culminó en 1991, en medio de la desintegración en curso de la Unión Soviética, cuando las autoridades del AO de Nagorno-Karabaj se separaron de Azerbaiyán y declararon su independencia como República de Nagorno-Karabaj (más tarde República de Artsaj). Este intento de independencia tuvo éxito inicialmente; Cuando Azerbaiyán y Armenia declararon su independencia de la URSS, los combatientes armenios de Karabaj expulsaron a las fuerzas azerbaiyanas junto con el ejército de Armenia durante la Primera Guerra de Nagorno-Karabaj. El fin de la guerra en 1994 dejó a la república de Karabaj sin reconocimiento internacional pero victoriosa, con varias áreas alrededor de la región de Nagorno-Karabaj ocupadas también por tropas de Karabaj y Armenia.
Durante las décadas siguientes, Nagorno-Karabaj/Artsaj independiente permaneció fuera del control de Azerbaiyán, dependiendo en gran medida de Armenia y estrechamente integrada con ella, y en muchos sentidos funcionando como una parte de facto de Armenia. La situación cambió drásticamente en 2020 durante la Segunda Guerra de Nagorno-Karabaj, que resultó en una victoria de Azerbaiyán. Azerbaiyán retomó los distritos ocupados que rodean Nagorno-Karabaj, así como un tercio del propio Nagorno-Karabaj. Se desplegaron fuerzas de paz rusas en Artsaj como parte de un acuerdo de alto el fuego.
En septiembre de 2023, a pesar de la presencia continua de fuerzas de paz rusas en la región, Azerbaiyán lanzó una renovada ofensiva contra Artsaj, saliendo victoriosa después de un día y obligando al gobierno de Artsaj a rendirse, disolver su ejército y aceptar conversaciones de reintegración. Armenia, bajo el gobierno de Nikol Pashinián, se negó a intervenir en la situación, habiendo reconocido previamente Nagorno-Karabaj como parte de Azerbaiyán en un intento por hacer las paces con los vecinos de Armenia y orientar el país hacia Occidente. La inacción del gobierno armenio provocó la ira de muchos armenios y provocó protestas posteriores.

## Protestas

### 19 de septiembre
Cientos de manifestantes se reunieron frente a edificios gubernamentales en la capital, Ereván, denunciando a Pashinián como blando con Azerbaiyán y débil en Nagorno-Karabaj, incluido lo que Pashinián caracterizó como llamados a un golpe de Estado y su destitución del cargo. Pashinián denunció tales llamados afirmando que "No debemos permitir que ciertas personas, ciertas fuerzas asesten un golpe al Estado armenio". Los manifestantes fueron recibidos por un cordón policial y se enfrentaron con la policía en un intento de asaltar el Gobierno. Casa. Los manifestantes y la policía intercambiaron botellas de vidrio y granadas paralizantes y varias ventanas del edificio fueron destrozadas.
Los manifestantes también rodearon la embajada rusa criticando la negativa de Rusia a intervenir en el conflicto. Entre los participantes se encontraban miembros electos del Ayuntamiento de Ereván, elegidos dos días antes durante las elecciones del Ayuntamiento de Ereván de 2023. Después de que Rusia se quejara de que la seguridad de su embajada era deficiente y afectaba sus operaciones, la policía armenia fue enviada a formar un cordón alrededor de la embajada, lo que provocó un enfrentamiento entre los manifestantes y la policía. Según los informes, más de 30 personas resultaron heridas.

### 20 de septiembre
La multitud en la Plaza de la República comenzó a ascender a miles con llamados cada vez mayores para la destitución de Pashinián y para que Armenia interviniera militarmente, como lo hizo durante la Primera Guerra de Nagorno-Karabaj. La policía comenzó a detener a los manifestantes, afirmando que la manifestación era ilegal. Algunos manifestantes pidieron el rechazo del Protocolo de Alma-Ata y la retirada de Armenia de la Organización del Tratado de Seguridad Colectiva (OTSC), lo que Pashinián rechazó, afirmando que tales demandas eran "llamados a abandonar la independencia de Armenia".

### 21 de septiembre
84 personas fueron detenidas durante las protestas.

### 22 de septiembre
Dos asaltantes no identificados arrojaron unas bolsas de pintura roja a las puertas de la embajada rusa en Ereván. La policía armenia los desalojó rápidamente.
Levon Kocharián, hijo del expresidente armenio Robert Kocharián, fue arrestado después de, según informes, pelearse a puñetazos con cuatro agentes de policía mientras participaba en protestas.

### 25 de septiembre
El Ministerio del Interior dijo que más de 140 personas habían sido arrestadas en Ereván. Las fuerzas especiales armenias comenzaron a detener a los manifestantes que bloqueaban las carreteras en Ereván.